# Омлет
Омле́т (фр. omelette) — яичница, к которой добавляется молоко или другая жидкость, например, вода, сливки, бульон, отвар, сок и, в ряде рецептов, небольшое количество какой-либо муки, например, пшеничной, овсяной, гречневой, ячневой, ржаной, картофельной, гороховой. Эти компоненты взбиваются вместе с яйцами и жидкостью до тепловой обработки. Тепловая обработка может заключаться в поджаривании на сковороде, запекании в духовке или приготовления на водяной бане. Дополнительное разнообразие достигается добавлением во время тепловой обработки мелкокрошеной колбасы, жареного мяса, сыра, солёных или отварных грибов, лука, чеснока, листьев петрушки, сельдерея, кервеля, базилика, чабера, тимьяна и др. Как правило, омлеты подают на завтрак.
В качестве сладких блюд используются омлеты, приготовленные с вареньем, мёдом и т. п. В. В. Похлёбкин считал неправильным называть такие блюда омлетами, у них есть название соложеники.
В омлет может заворачиваться начинка (мясо, овощи и др.). Блюдо из яично-молочной смеси с консистенцией как у сметаны, приготовленное в кастрюльке или на водяной бане, называется яичной кашкой.